# کهن سکن
کهن سکن، روستایی در دهستان گشت بخش مرکزی شهرستان سراوان در استان سیستان و بلوچستان ایران است.

## جمعیت
بر پایه سرشماری عمومی نفوس و مسکن در سال ۱۳۹۵، جمعیت این روستا برابر با ۴۹ نفر (۱۳ خانوار) بوده‌است.